# Bernhardtinden
Bernhardtinden är en bergstopp i Antarktis. Den ligger i Östantarktis. Norge gör anspråk på området. Toppen på Bernhardtinden är 2 727 meter över havet, eller 836 meter över den omgivande terrängen. Bredden vid basen är 8,2 km.
Terrängen runt Bernhardtinden är kuperad söderut, men norrut är den bergig. Trakten är obefolkad. Det finns inga samhällen i närheten. 